# Нусбах (Верхняя Австрия)
Нусбах (нем. Nußbach) — коммуна (нем. Gemeinde) в Австрии, в федеральной земле Верхняя Австрия. 
Входит в состав округа Кирхдорф-на-Кремсе.  Площадь общины составляет 30,36 км², население — 2292 человека (1 января 2021), плотность населения — 76 чел./км². Официальный код  —  40 910.

## Население
| Год  | Численность |
| ---- | ----------- |
| 1869 | 1531        |
| 1889 | 1511        |
| 1890 | 1482        |
| 1900 | 1530        |
| 1910 | 1585        |
| 1923 | 1626        |
| 1934 | 1730        |
| 1939 | 1596        |
| 1951 | 1787        |
| 1961 | 1747        |
| 1971 | 1802        |
| 1981 | 1846        |
| 1991 | 2034        |
| 2001 | 2244        |
| 2011 | 2269        |
| 2021 | 2292        |

## Политическая ситуация
Бургомистр коммуны — Лео Зудаш (АНП) по результатам выборов 2003 года.
Совет представителей коммуны (нем. Gemeinderat) состоит из 25 мест.
- АНП занимает 17 мест.
- СДПА занимает 7 мест.
- АПС занимает 1 место.